# Invasion omeyyade en Inde
L'invasion omeyyade en Inde est une série de batailles se déroulant à l'est de l'Indus pendant la première moitié du VIIIe siècle et durant lesquelles le califat omeyyade affronte plusieurs royaumes indiens.
À la suite de la conquête du Sind, une région se situant actuellement au Pakistan, par les troupes du califat en 712, les armées de ce dernier attaquent les royaumes situés plus à l’est de l’Indus. Cela se traduit entre 724 et 810 par une série de batailles qui opposent d'un côté les Arabes et de l'autre l'empereur indien Nagabhata Ier de la dynastie Gurjara-Pratihara, l'empereur indien Vikramaditya II de la dynastie Chalukya ainsi d'autres petits royaumes indiens. Au nord, Nagabhata vainc une importante expédition arabe à Malwa, tandis qu'au sud, Vikramaditya II envoie au combat son général Pulakesi, qui inflige une défaite aux Arabes au Gujarat. Plus tard, en 776, une expédition navale du califat est vaincue par la flotte de la dynastie Saindhava (en), commandée par Agguka I,.
Les défaites arabes ont mis fin a leur expansion vers l’est et, dans un second temps, ont entraîné le renversement des dirigeants arabes du Sindh et leur remplacement par des dynasties de Rajput musulmans (en) d'origine indienne, les Soomras et les Sammas (en).

## Situation avant le conflit

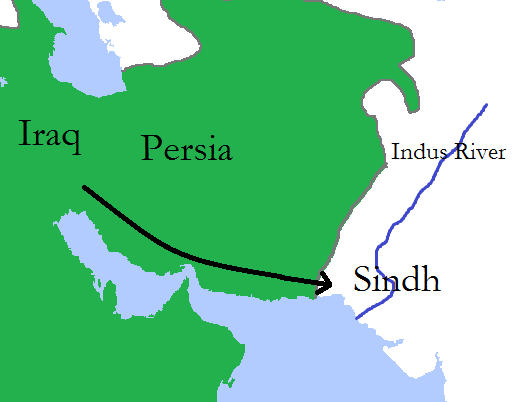
Carte des expéditions de Muhammad ibn al-Qasim dans le Sind en 711

Après le règne de l'empereur Harshavardhana, au début du VIIIe siècle, l'Inde du nord était divisée en plusieurs royaumes, petits et grands. Le nord-ouest était contrôlé par la dynastie Karkota basée au Cachemire et par les Hindu Shahis basés à Kaboul. Kânnauj, la capitale de facto de l'Inde du Nord, était contrôlée par le roi Yashovarman, le nord-est de l'Inde était sous la domination de la dynastie Pala et l'Inde du Sud sous celle des puissants Chalukyas. Dans l'Ouest de l'Inde, on trouve la dynastie Rai du Sind et plusieurs royaumes dirigés par différentes branches du clan Gurjara qui sont basés à Bhinmal (Bhillamala), Mandore, Nandol-Broach et Ujjain. Le dernier de ces clans, qui s'appelait Pratiharas, devait être le plus puissant des clans Gurjara. La région regroupant le sud du Rajasthan et le nord du Gujarat porte alors le nom de Gurjaratra, soit « pays de Gurjara », et ne sera rebaptisée Rajputana qu'à l’époque médiévale. Enfin, la péninsule de Kathiawar (Saurashtra) était contrôlée par plusieurs petits royaumes, comme les Saindhavas, ou dynastie Jayadratha. Le plus puissant de ces États était celui de la dynastie Maitrakas, dont la capitale se trouve à Vallabhi.
La troisième vague d'expansion militaire du califat Omeyyades a lieu entre 692 et 718. C'est sous le règne d'Al-Walīd Ier (705–715) qu'ont lieu les conquêtes les plus importantes de la dynastie Marwanide : en à peine dix ans, l'Afrique du Nord, l'Espagne, la Transoxiana et le Sind sont vaincus et annexés au califat. Le Sind, contrôlé par le roi Raja Dahir de la dynastie Rai, est annexé par le général omeyyade Muhammad ibn al-Qasim. Alors que le Sind, devenu une province du califat de deuxième niveau (iqlim) dont la capitale est la ville Al Mansura, était une base convenable à partir de laquelle des excursions en Inde pouvaient être lancées ; après le départ d'al-Qasim, la plupart des territoires dont il s'était emparé ont été repris par les rois indiens.
Pendant le règne de Yazid II (720 - 724), La quatrième vague d'expansion est lancé sur toutes les frontières en guerre, y compris en Inde. Cette campagne dure de 720 à 740, mais le califat n'a pas vraiment les moyens de contrôler cette expansion. Cependant, les choses changent avec l'avènement d'Hisham ibn Abd al-Malik (691–743), le 10e calife omeyyade. Son règne marque un tournant pour les Omeyyades, qui subissent des défaites sur tous les fronts, ce qui entraîne l'arrêt total de l'expansionnisme arabe et l'effondrement du prestige du califat. Cet épuisement militaire des Ommeyyades provoque un hiatus qui dure de 740 à 750, et qui voit le déclenchement d'une troisième série de guerres civiles, qui se concluent par l'effondrement du califat omeyyade.

## La campagne de Muhammad ibn al-Qasim (712–715)

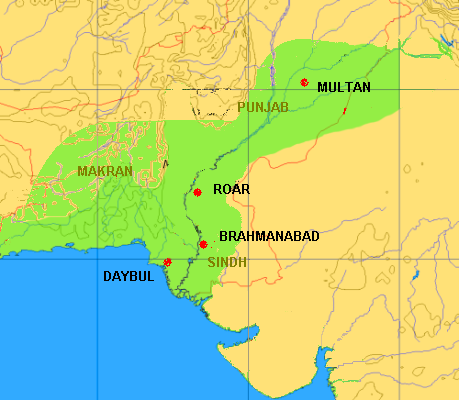
Étendue et expansion de la domination Omeyyades dans l'Inde médiévale sous Muhammad ibn al-Qasim. Les frontières des États modernes sont marquées en rouge.

Après avoir pris le contrôle total du Sindh, Muhammad ibn al-Qasim a écrit aux « rois de Hind » pour leur demander de se rendre et d'accepter la conversion à l'islam. Il a envoyé une armée contre al-Baylaman (Bhinmal), qui aurait proposé de se soumettre. Le peuple Mid de Surast (les Maitrakas de Vallabhi) a également accepté de faire la paix avec le califat. Al-Qasim envoie alors une cavalerie de 10 000 hommes à Kanauj, accompagnée d'un décret du calife. Nul ne sait ce qu'il est advenu de cette expédition, les sources sont muettes à son sujet. Il est allé lui-même avec une autre armée jusqu'à la frontière du Cachemire, dans un endroit appelé Panj-māhīyāt qui se situe dans l'ouest du Pendjab. Cette zone pourrait correspondre à la région désignée sous le nom d'al-Kiraj dans les archives ultérieures, soit le royaume de Kira dans la vallée de Kangra, dans l'Himachal Pradesh. Toujours est-il que ce Panj-māhīyāt est apparemment mis au pas après le passage de Muhammad ibn al-Qasim.
Al-Qasim reçoit l'ordre de revenir auprès du calife en 715 et meurt en chemin. Dans ses chroniques, l'historien arabe Al-Baladhuri écrit qu'après son départ, les rois d'Al-Hind sont revenus dans leurs royaumes. La période du calife ʿUmar II (r. 717–720) est relativement paisible. Plutôt que de lancer une nouvelle expédition, le calife invite les rois de "al-Hind" à se convertir à l'islam et à devenir ses sujets, en échange de quoi ils continueraient à rester des rois. Hullishah de Sindh et d'autres rois ont accepté l'offre et adopté des noms arabes. La politique d'expansion par la guerre reprend au cours des califats de Yazid II (r. 720–724) et d'Hisham (r. 724–743). C'est alors que Junayd ibn Abd ar-Rahman al-Murri (ou Al Junayd) est nommé gouverneur du Sind en 723.

## Campagne d'Al Junayd (723–726)

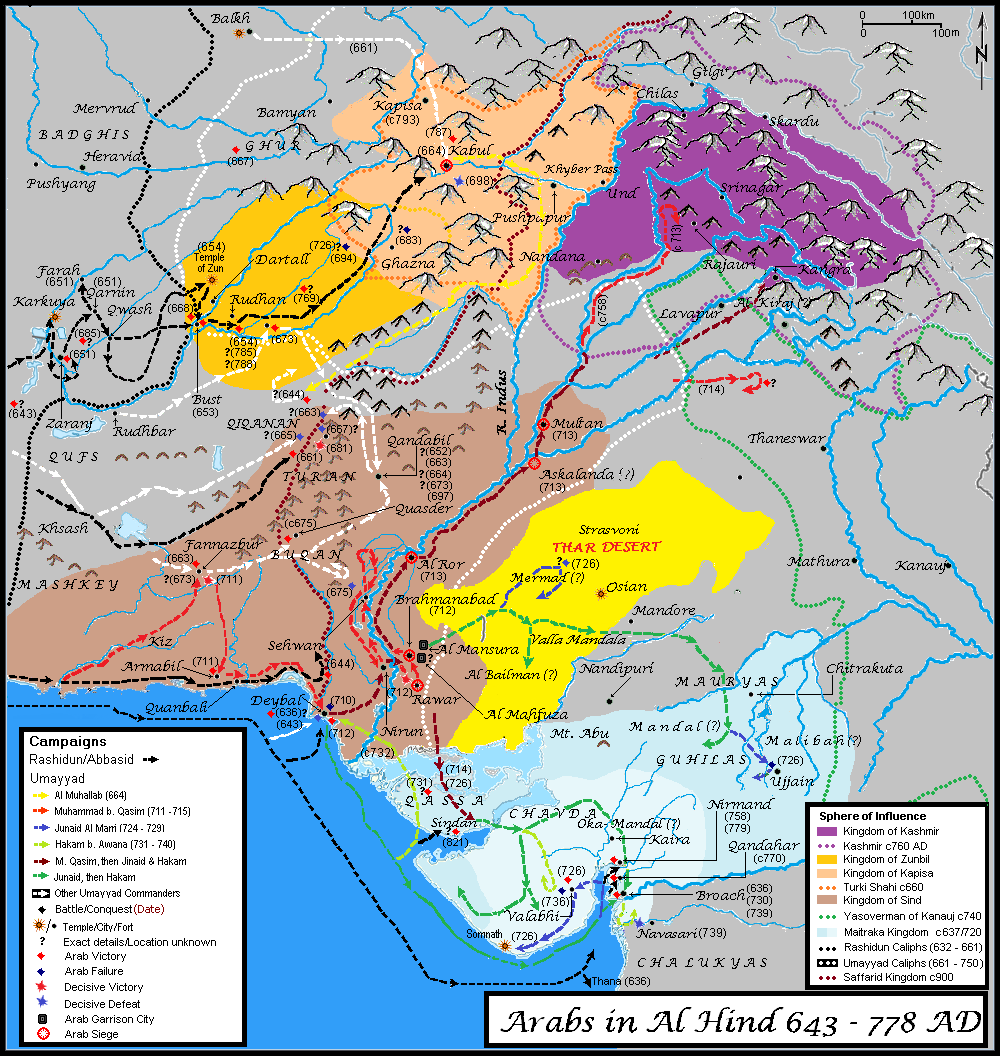
Campagnes arabes dans le subcontinent indien. Cette carte est une représentation schématique, qui n'est pas à l'échelle exacte.

Après avoir rétabli le contrôle direct du califat sur le Sind, Junayd lance des campagnes militaires contre diverses régions de l’Inde. La justification de ces attaques est que ces régions avaient déjà rendu hommage à Al-Qasim, et à travers lui au calife, puis s'étaient rétractées. La première cible est al-Kiraj, probablement un royaume de la vallée de Kangra, qui est conquis et détruit au terme de la campagne. Une vaste campagne militaire est menée au Rajasthan contre plusieurs cibles, notamment Mermad (Maru-Mala, à Jaisalmer et au nord de Jodhpur), Al-Baylaman (Bhillamala ou Bhinmal) et Jurz (Gurjara, au sud du Rajasthan et au nord du Gujarat). Une autre armée est envoyée contre le royaume d'Uzayn (Ujjain), contre lequel les troupes d'Al Junayd lancent de nombreux raids au cœur même du pays (Avanti), qui se concluent par la destruction de certaines villes, incluant la ville de Baharimad, dont le site exact n'est toujours pas identifié à l'heure actuelle. Par contre, la ville-capitale d'Ujjain elle-même n'a peut-être pas été conquise. Une autre armée est envoyée attaquer al-Malibah, soit Malwa, à l'est d'Ujjain, mais le résultat de cette expédition n'a pas été noté par les historiens et chroniqueurs.
Au nord, les Omeyyades ont tenté de s’étendre au Pendjab mais leurs troupes ont été vaincues par le roi Lalitaditya Muktapida de l'empire Karkota du Cachemire. Une autre a été envoyée au sud, qui a obtenu la soumission des villes et régions de Qassa (Kutch), al-Mandal (peut-être Okha dans le Gujarat), Dahnaj (non identifié), Surast (Saurashtra) et Barus ou Barwas (Bharuch).
Parmi les royaumes affaiblis ou détruits figurent les Bhattis de Jaisalmer, les Gurjaras de Bhinmal, les Mauryas de Chittor, les Guhilots de Mewar, les Kacchelas de Kutch, les Maitrakas de Saurashtra et les Gurjaras de Nandipuri. Au total, Al-Junayd aurait conquis tout le Gujarat, une grande partie du Rajasthan et certaines parties du Madhya Pradesh. L'historien américain Khalid Yahya Blankinship affirme qu'il s'agissait d'une invasion à grande échelle dans le but de fonder une nouvelle province du califat.
En 726, le califat remplace Al-Junayd par Tamim ibn Zayd ibn Hamal al-Qayni (Tamim) en tant que gouverneur du Sind. Au cours des années suivantes, tous les gains territoriaux réalisés par Junayd sont perdus. Les archives arabes n’expliquent pas pourquoi, si ce n’est pour indiquer que les troupes du califat, venues de pays lointains comme la Syrie et le Yémen, ont abandonné leurs postes en Inde et ont refusé d'y retourner. Blankinship admet la possibilité d'une révolte des Indiens, mais pense qu'il est plus probable que ce soit à cause de problèmes internes aux troupes d'occupation des Omeyyades.
Les sources sont assez floues concernant le sort du gouverneur Tamim, mais il aurait fui le Sind et serait mort en route. Ce qui est sûr, c'est que le califat nomme al-Hakam ibn Awana al-Kalbi (Al-Hakam) en 731 pour le remplacer et que ce dernier gouverne le Sind jusqu'en 740.

## Al-Hakam et la résistance des royaumes Indiens (731–740)
La première chose que fait Al-Hakam une fois nommé à son nouveau poste est de restaurer l'ordre dans le Sind et à Kutch et de construire des fortifications pour sécuriser les villes d'Al-Mahfuzah et Al-Mansur. Ceci fait, il s'attelle ensuite à reprendre le contrôle des royaumes indiens précédemment conquis par Al-Junayd. Si les sources arabes sont silencieuses sur les détails de ces campagnes, plusieurs sources indiennes signalent des victoires sur les troupes du califat.
Dans une inscription datée de l'an 736, Jayabhata IV, le roi issu du clan Gurjara qui règne sur Nandipuri, indique qu'il est allé au secours du roi de Vallabhi et qu'il a infligé une défaite écrasante à une armée Tājika (en) (arabe). Ces derniers ont ensuite envahi le royaume de Jayabhata lui-même et se sont ensuite rendus à Navsari, dans le sud du Gujarat. Ils avaient peut-être l'intention de pénétrer en Inde du Sud, mais au sud du fleuve Mahi se trouve le puissant empire Chalukyan. Le vice-roi Chalukyan de Navsari, Avanijanashraya Pulakeshin, inflige une défaite décisive aux troupes arabes, comme le montre une inscription de Navsari datant de l'an 739. Selon cette inscription, l’armée Tājika (arabe) qui a été vaincue est celle qui avait attaqué les rois "Kacchella, Saindhava, Saurashtra, Cavotaka, Maurya et Gurjara". Pulakesi a par la suite reçu les titres de « Pilier solide du Deccan » (Dakshināpatha-sādhāra) et de « Repousseur de ce qui ne peut pas être repoussé » (Anivartaka-nivartayitr). Le prince Dantidurga du Rashtrakuta, qui était un vassal des Chalukyas à cette époque, a également joué un rôle important dans la bataille.
Au fil du temps, les historiens ont identifié les royaumes mentionnés dans l'inscription de Navsari comme suit :
- Les Kacchelas étaient le peuple de Kutch.
- On pense que les Saindhavas étaient des émigrants venus du Sind, qui se sont vraisemblablement installés à Kathiawar après l'occupation arabe du Sind en 712. Installés à l'extrémité nord de Kâthiâwar, ils avaient un souverain du nom de Pushyadeva.
- Les Cavotakas (également appelés Capotaka ou Capa) sont aussi un peuple de Kathiawar, qui ont leur capitale à Anahilapataka.
- Les Saurashtra vivent au sud de Kathiawar.
- Les identités exactes des Mauryas et des Gurjaras sont ouvertes à l'interprétation. Blankinship considère qu'il s'agit des Mauryas de Chittor et des Gurjaras de Bhinmal, tandis que l'historien indien Baij Nath Puri considère qu'il s'agit d'une branche des Mauryas de Vallabhi et des Gurjaras de Bharuch, qui sont alors dirigés par Jayabhata IV.

Selon l'interprétation de Puri, cette invasion des forces arabes se limite aux parties méridionales du Gujarat moderne, où se trouvent alors plusieurs petits royaumes, et elle est stoppée net lorsque les troupes du califat atteignent l'empire Chalukya.
Les sources laissent penser qu'Al-Hakam a été débordé. Les archives gardent la trace d'une demande de renforts qu'il a envoyé au califat en 737, qui y répond en envoyant 600 hommes, un contingent étonnamment petit. Ces troupes n'arriveront jamais sur place, car elles sont mises à contribution lors de leur passage en Irak pour réprimer une rébellion locale La défaite que les Chalukyas leur inflige semble avoir été un coup dur pour les forces arabes, avec des coûts importants en hommes et en armes.
Les forces arabes affaiblies sont chassées par des fidèles des anciens rois. Le prince Guhilot Bappa Rawal (R. 734–753) a chassé les Arabes qui avaient mis fin à la dynastie Maurya à Chittor. Un prabandha (en) Jain mentionne un roi Nahada, qui aurait été le premier dirigeant de sa famille à Jalore, près de Bhinmal, et qui serait entré en conflit avec un dirigeant musulman qu'il a battu. Les historiens ont fini par identifier ce Nahada, qui est en fait le roi Nagabhata Ier (r. 730–760), le fondateur de la dynastie Gurjara-Pratihara. Cette dynastie serait originaire de la région de Jalore-Bhinmal et aurait atteint Avanti à Ujjain. L'inscription Gwalior du roi Bhoja I dit que Nagabhata, le fondateur de la dynastie, a vaincu une puissante armée de Valacha Mlecchas, c'est-à-dire des étrangers appelés "Baluchs", vers l'an 725. Malgré ce texte, de nombreux historiens pensent que Nagabhata a repoussé les forces arabes à Ujjain.
Baij Nath Puri affirme que les campagnes arabes qui ont eu lieu à l'est d'Indus se sont révélées inefficaces. Cependant, elles ont eu comme effet involontaire d'intégrer les royaumes indiens des régions attaquées au Rajasthan et au Gujarat. Ainsi, les Chalukyas ont étendu leur empire au nord après avoir combattu les Arabes avec succès. Nagabhata Ier a ainsi obtenu le contrôle total d'une région et jeté les bases d'une nouvelle dynastie, qui deviendra le principal obstacle à l'expansion arabe. Blankinship note également que les campagnes d'Hakam ont provoqué la création de royaumes plus grands et plus puissants, ce qui était contraire aux intérêts du califat. Al-Hakam meurt au combat en 740 après avoir combattu les Meds du nord du Saurashtra. Ces meds sont en fait les Maitrakas (en), probablement sous le contrôle des Chalukyas à cette époque.

## Conséquences
Après la mort d'Hakam, la présence musulmane prend effectivement fin dans le sous-continent indien, à l'exclusion du Sind. Amr bin Muhammad bin al-Qasim al-Thaqafi (740-43), le successeur d'Al-Hakam, n'a pas eu l'occasion de mener une offensive, car peu de temps après son arrivée, les Sindis se révoltent, peut-être avec l'aide des royaumes indiens, élisent un roi et l'assiégèrent dans sa capitale al-Mansoura. Il écrit à Yusub bin Umar, le gouverneur de l'Irak, pour obtenir de l'aide, qui lui envoie 4 000 hommes pour maîtriser la révolte. Finalement, grâce à ces renforts, Amr mate la révolte. Le gouverneur suivant aurait entrepris dix-huit campagnes, mais s'il l'a vraiment fait, elles étaient probablement insignifiantes, car la seule source qui en parle ne donne aucun détail à leur sujet et les musulmans ne se sont plus jamais étendus au-delà de Sind.
La mort d'Al-Hakam a mis fin à la présence arabe à l'est du Sind, et durant les années suivantes, la principale préoccupation du califat dans la région est de réussir à garder le contrôle de cette région. Les Arabes font des incursions occasionnelles dans les ports maritimes de Kathiawar pour protéger leurs routes commerciales, mais ils ne s'aventurent plus à l'intérieur des terres des royaumes indiens. Dantidurga, le chef Rashtrakuta de Berar, se retourne contre ses suzerains Chalukya en 753 et proclame son indépendance. Les Gurjara-Pratiharas, qui sont ses voisins immédiats au nord, deviennent ses ennemis et les Arabes ses alliés en raison de la logique géographique et des intérêts économiques liés au commerce maritime. Les Pratiharas ont étendu leur influence sur tout le Gujarat et le Rajasthan, presque jusque sur les rives de l'Indus, mais les Rashtrakutas ont à maintes reprises contrecarré leur volonté de devenir le pouvoir central de l’Inde du Nord. Cet équilibre des forces entre les trois puissances a duré jusqu'à la fin du califat.
Plus tard, en 776, une expédition navale arabe fut vaincue par la flotte navale des Saindhava, pendant le règne d'Agguka Ier,.

## Liste des principales batailles
Le tableau ci-dessous énumère certains des principaux conflits militaires au cours des expéditions arabes au Gujarat et au Rajasthan.
| Arabes | Indiens |

(code couleur pour indiquer le vainqueur du conflit)
| Année   | Agresseur | Localisation                  | Commandant des troupes                         | Détails |
| ------- | --------- | ----------------------------- | ---------------------------------------------- | --- |
| 636     | Arabes    | Tanah, près de Bombay         | Omar ibn al-Khattâb                            | Attaque navale de grande ampleur. |
| 713     | Arabes    | Multan                        | Muhammad ibn al-Qasim                          | Fin de la conquête musulmane des villes du Sind. |
| 715     | Indien    | Alor                          | Hullishah, al-Muhallab                         | Une armée indienne reprend le contrôle des villes aux dépens des Musulmans. |
| 715     | Indien    | Mehran                        | Hullishah, al-Muhallab                         | Les musulmans bloquent la contre-offensive hindoue. |
| 718     | Indien    | Brahmanabadh                  | Hullishah, al-Muhallab                         | Reprise des attaques indiennes |
| 721     | Arab      | Brahmanabadh                  | al-Muhallab, Hullishah                         | Hullishah se convertit à l'Islam, principalement à cause des revers militaires qu'il a subis. |
| 724–740 | Arabes    | Uzain, Mirmad, Dahnaj, others | Junayd de Sindh                                | Divers raids contre des royaumes Indiens, dans le cadre de la politique des Omeyyades en Inde. |
| 725     | Arabes    | Avanti                        | Junayd, Nagabhata Ier                          | Défaite d'une grande expédition militaire arabe lancée contre Avanti,. |
| 735-36  | Arabes    | Vallabhi, Nandipuri, Bharuch  | Junayd, Pushyadeva, Siladitya IV, Jayabhata IV | La capitale des Maitraka est mise à sac à la suite d'un raid des troupes arabes. Ces derniers infligent des défaites aux Kachchelas de Kutch, aux Saindhavas, Surastra (Maitrakas), Chavotkata (Chavdas), Mauryas et Gurjaras de Lata,. |
| 738-39  | Indiens   | Navsari                       | Avanijanashraya Pulakeshin                     | Les troupes arabes sont vaincues par une armée Chalukya. |
| 740     | Arabes    | Chittor                       | Maurya de Chittor                              | Une armée du Califat assiège Chittor, mais le siège est levé par les Indiens,. |
| 743?    | Arabes    | al-Bailaman, al-Jurz          | Junayd                                         | Junayd est annexée par les troupes du Califat,. |
| 759     | Arabes    | Collines de Barda, Porbandar  | Krishnaraja Ier, Amarubin Jamal                | Un assaut naval arabe est repoussé par une flotte de Saindhava. |
| 776–778 | Arabes    | Saurashtra                    | Agguka Ier, Ibrahim ibn al-Mahdi               | À la suite d'une tentative de débarquement, une armée du califat est annihilée,. |
| 780–787 | Arabes    | Fort Tharra, Bagar, Bhaqmbur  | Haji Abu Turab                                 | Une grande offensive permet aux Arabes de s'emparer de plusieurs avant-postes des royaumes indiens,. |
| 800–810 | Indiens   | Frontiéres du Sind            | Nagabhata II, Muhammad ibn Harun al-Amin       | À la suite de plusieurs incursions, le royaume de Pratihara s'empare de plusieurs avant-postes arabes,. |
| 820–830 | Arabes    | Fort Sindan                   | al-Fadl ibn Mahan                              | Les troupes du Califat s'emparent de Sindan, mais la multiplication des révoltes et émeutes de la population locale rend impossible la pacification de la région.                                                                       |
| 839     | Indiens   | Fort Sindan                   | Mihira Bhoja                                   | La garnison arabe de Sindan se fait expulser par les Indiens. |
| 845     | Indiens   | Yavana                        | Dharmpala?                                     | Des principautés arabes deviennent des vassaux de Pratiharas. |
| 845–860 | Indiens   | Pratihara-Sindh               | Mihira Bhoja                                   | Trêve difficile entre le Sind et le Rajputana. |
| 860     | Indiens   | Rajputana-Sindh               | Kokkalla Ier                                   | Les Kalachuris de Tripuri lancent des raids dans le Sind pour financer leur guerre avec le royaume de Pratihara. |

## Voir également
- Conquêtes musulmanes des Indes